# Pășesc prin Moscova
Pășesc prin Moscova (în rusă Я шагаю по Москве, transliterat: Ia șagaiu po Moskve) este un film sovietic din 1964 regizat de Gheorghi Danelia și produs de studiourile Mosfilm. În rolurile principale interpretează actorii Nikita Mihalkov, Aleksei Loktev, Evgheni Steblov și Galina Polskih. Filmul prezintă, de asemenea, rolurile cameo a patru artiști populari ai Uniunii Sovietice: Rolan Bîkov, Vladimir Basov, Lev Durov și Inna Ciurikova. Celebra temă a filmului, interpretată de Mihalkov, a fost scrisă de compozitorul Andrei Petrov. Filmul, considerat unul dintre cele mai caracteristice ale așa-zisei perioade Dezghețul Hrușciov, a avut premiera la Festivalul de Film de la Cannes din 1964 și a câștigat un premiu pentru cel mai bun cameraman. acordat lui Vadim Iusov, cel mai cunoscut pentru colaborarea sa ulterioară cu Andrei Tarkovski.

## Rezumat
Filmul începe pe un aeroport din Moscova în vara anului 1963. Un tânăr, Volodea (Aleksei Loktev), vorbește cu o tânără pe care o vede cântând singură și dansând:
- Sosire sau plecare?
- În așteptarea sosirilor.
- Cine e?
- Soțul meu.
- Are noroc să aibă pe cineva care să-l aștepte.
- Căsătoriți-vă, veți avea și dvs. pe cineva.
- Și sunteți amândoi fericiți?
- Da, suntem.
- Nu se întâmplă niciodată.
- Credeți-mă, se întâmplă.
Volodea este un scriitor aspirant din Siberia. Prima sa nuvelă tocmai a fost publicată în revista Iunost („Tineret”), iar un celebru autor, Voronin, l-a invitat la Moscova pentru a discuta despre lucrările sale. În metroul din Moscova, Volodea își face pe neașteptate un prieten, Kolea (Nikita Mihalkov), care se întoarce acasă după o tură grea de noapte. Volodea vrea să ajungă în casa vechilor săi prieteni, dar nu știe unde este strada, așa că Kolea a decis să-l ajute să o găsească.
Un câine îl mușcă pe Volodea lângă iazul din Moscova. Atunci Kolea a decis să-și ajute noul său prieten - amândoi au mers în casa lui Kolea, unde acesta i-a cusut pantalonii lui Volodea și l-a prezentat familiei sale numeroase. Volodea a recunoscut că vechii săi prieteni moscoviți nu sunt la Moscova (au plecat spre sud) și Volodea rămâne la Kolea. Apoi Volodea merge la plimbare.
În cele din urmă, Kolea a decis să doarmă, dar apoi a venit vechiul său prieten Sașa (Evgheni Steblov). Sașa are probleme - avea de gând să se căsătorească cu logodnica său Sveta astăzi, dar a fost chemat pentru serviciul militar. Îl roagă pe Kolea să-l ajute, iar acesta acceptă. Apoi, cei doi tineri merg la magazinul principal universal pentru a cumpăra un costum de mire și se întâlnesc acolo cu Volodea (Volodea și-a cumpărat recent un nou costum). Atunci prietenii au decis să cumpere un cadou pentru o mireasă și merg la magazinul de muzică, deoarece Kolea s-a îndrăgostit de vânzătoarea Aliona (Galina Polskih).

## Distribuție
- Aleksei Loktev - Volodea
- Nikita Mihalkov - Kolka
- Galina Polskih - Aliona
- Evgheni Steblov - Sașa
- Irina Titova - Sveta

Imaginea unei fete prin ploaie, prin parc, desculță cu pantofii în mână, însoțită de un tânăr pe bicicletă, cu umbrelă, a fost sursa de inspirație a scenaristului pentru acest film

- Irina Miroșnicenko - Katea, sora lui Kolka
- Liubov Sokolova - mama lui Kolka
- Ekaterina Melnikova - bunica lui Kolka
- Arkadi Smirnov - Aleksei Petrovici Voronov, scriitor
- Vladimir Basov - ștergător de podele
- Rolan Bîkov - om în parc
- Valentina Ananina - vânzătoare de înghețată
- Veronika Vasilieva - organizatoare de ceremonii
- Irina Skobțeva - Nadea
- Inna Ciurikova - fată care participă la concursul de dans
- Maria Vinogradova - femeie cu un câine
- Ghennadi Ialovici - ghid turistic
- Alevtina Rumeanțeva - paznic din metrou
- Vladimir Șurupov - Viktor, fratele lui Kolka
- Danuta Stolearskaia - Anea, soția lui Viktor
- Boris Balakin - șofer de taxi
- Boris Bitiukov - tatăl Alionei
- Piotr Doljanov - trecător
- Lev Durov - milițian
- Arina Aleinikova - fată la aeroport
- Igor Bogoliubov - comisar militar
- Vadim Șilov - certăreț din metrou
- Anna Pavlova - secretară la comisariatul militar
- Viktor Volkov - șef construcții
- Viktor Șkurin - hoț
- Uno Masaaki - bărbat japonez
- Svetlana Besedina - fată în ploaie
- Oleg Vidov - băiat pe bicicletă
- Gheorghi Danelia - bărbat cu pantofi

## Lansare
A fost lansat în anul 1964 și a avut parte de mare succes comercial, fiind vizionat de 20,0 milioane de spectatori în cinematografele din Uniunea Sovietică.

## Moștenire
Acest film a fost foarte iubit de tinerii sovietici la începutul anilor 1960. Cu toate că scenariul său este un pic naiv și nepretențios, a arătat cât de minunată a fost viața, dă speranță și încearcă să privească lucrurile neplăcute într-un mod optimist. Cântecul cu același nume din film este încă popular și a devenit imnul neoficial al tinerilor din Moscova.
Popularitatea acestui film a fost scăzută în anii 1970, dar a crescut din nou în anii 1980, în contrast cu filmele „cernuha” (чернуха, „negre”) contemporane, dramele satirice și sociale sumbre cu motive filozofice. În zilele noastre filmul este încă foarte faimos.
Există noi versiuni ale cântecului interpretate de grupuri de rock din Rusia din anii 1990 (de exemplu, Nogu Svelo!). A fost realizat un remake al filmului, Jara (2006), care a avut succes comercial, dar a fost criticat dur.